# Middlegate
Middlegate é uma comunidade não incorporada do condado de Churchill, estado de Nevada, Estados Unidos. 

## História
O local foi descoberto no século XIX pelo explorador  James Simpson in the 1800s e foi usada pelas carruagens do  Pony Express e da Overland Stagecoach Co.
O bar local, a estação de gasolina e restaurante de Middlegate foram um dos locais onde foi gravada a premiada curta-metragem "Black Road" (2002), com William Nilon como principal ator..